# Boliwia na Zimowych Igrzyskach Olimpijskich 1956
Boliwię na Zimowych Igrzyskach Olimpijskich 1956 reprezentował jeden zawodnik.

## Narciarstwo alpejskie
- René Farwig
  - Gigant slalom – 75. miejsce
  - Slalom – nie ukończył